# Tysiąclecie
Tysiąclecie, česky Tisíciletí, je městská čtvrť města Čenstochová (Częstochowa) v okrese Čenstochová ve Slezském vojvodství v Polsku.

## Další informace
Tysiąclecie se původně jmenovalo Zawada, podle Karola Zawady (1860-1916), známého pomologa, který zde vlastnil pozemky. Na počátku 20. století postavil Zawada na části svého pozemku kasárna, která nejprve využívali ruští vojáci, později za Druhé Polské republiky zde byli polští vojáci. Následně, během 2. světové války, zde byl zřízen zajatecký tábor "Nordkaserne", kde byli vězněni sovětští a později i italští váleční zajatci (mezi nimi i spisovatel Giovannino Guareschi). Po válce se v budovách nacházel sovětský lazaret a od konce 40. let 20. století v nich sídlila Politechnika Częstochowska. Ve spojení s výstavbou obytné čtvrti v 60. letech 20. století, tj. v desetiletí 1000. výročí pokřtění Polska, oslavovaným jako Milénium polského státu, získala čtvrť název Tysiąclecie. Při výstavbě čtvrti bylo vysázeno velké množství stromů, a proto je Tysiąclecie zelenou čtvrtí Čenstochové. Současný charakter čtvrti určuje také přítomnost vysokých škol, kterými jsou Politechnika Częstochowska a Uniwersytet Humanistyczno-Przyrodniczy im. Jana Długosza, a sportovních stadionů a sportovních zařízení.

## Galerie

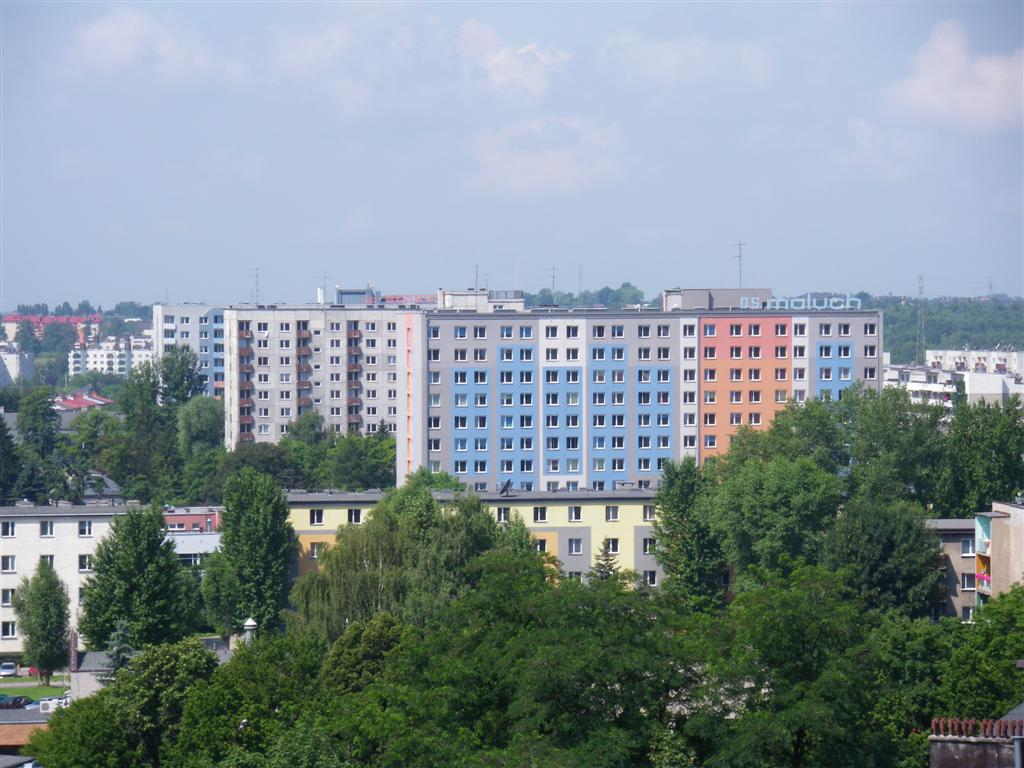
Pohled na městskou čtvrť
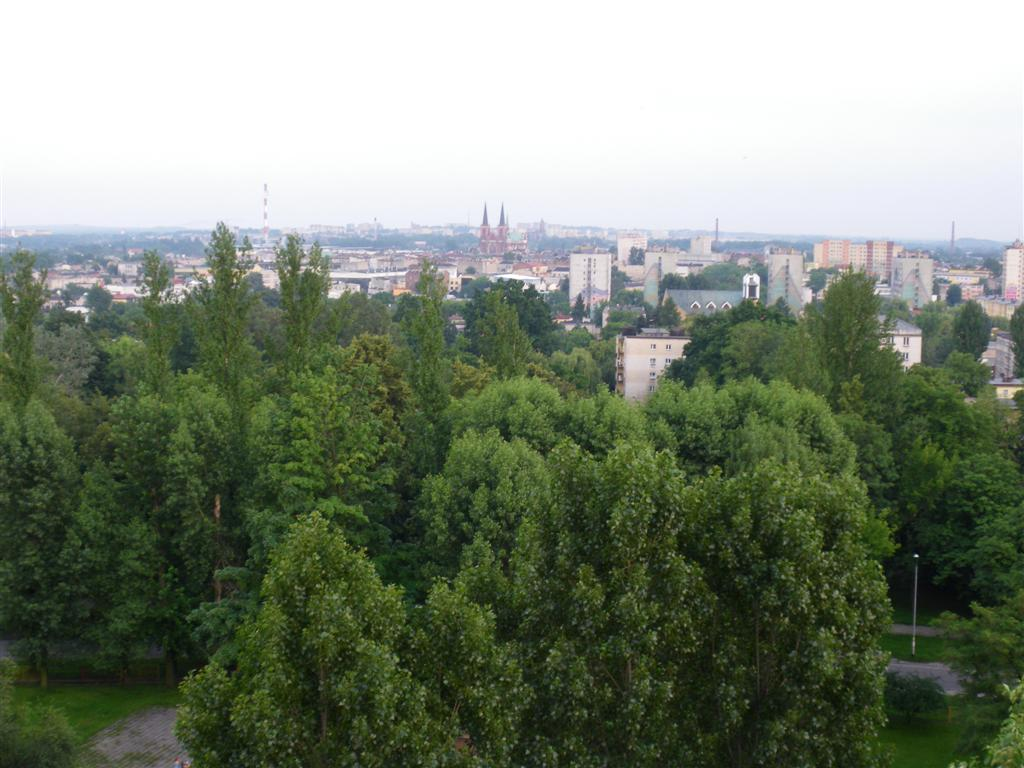
Pohled na městskou čtvrť
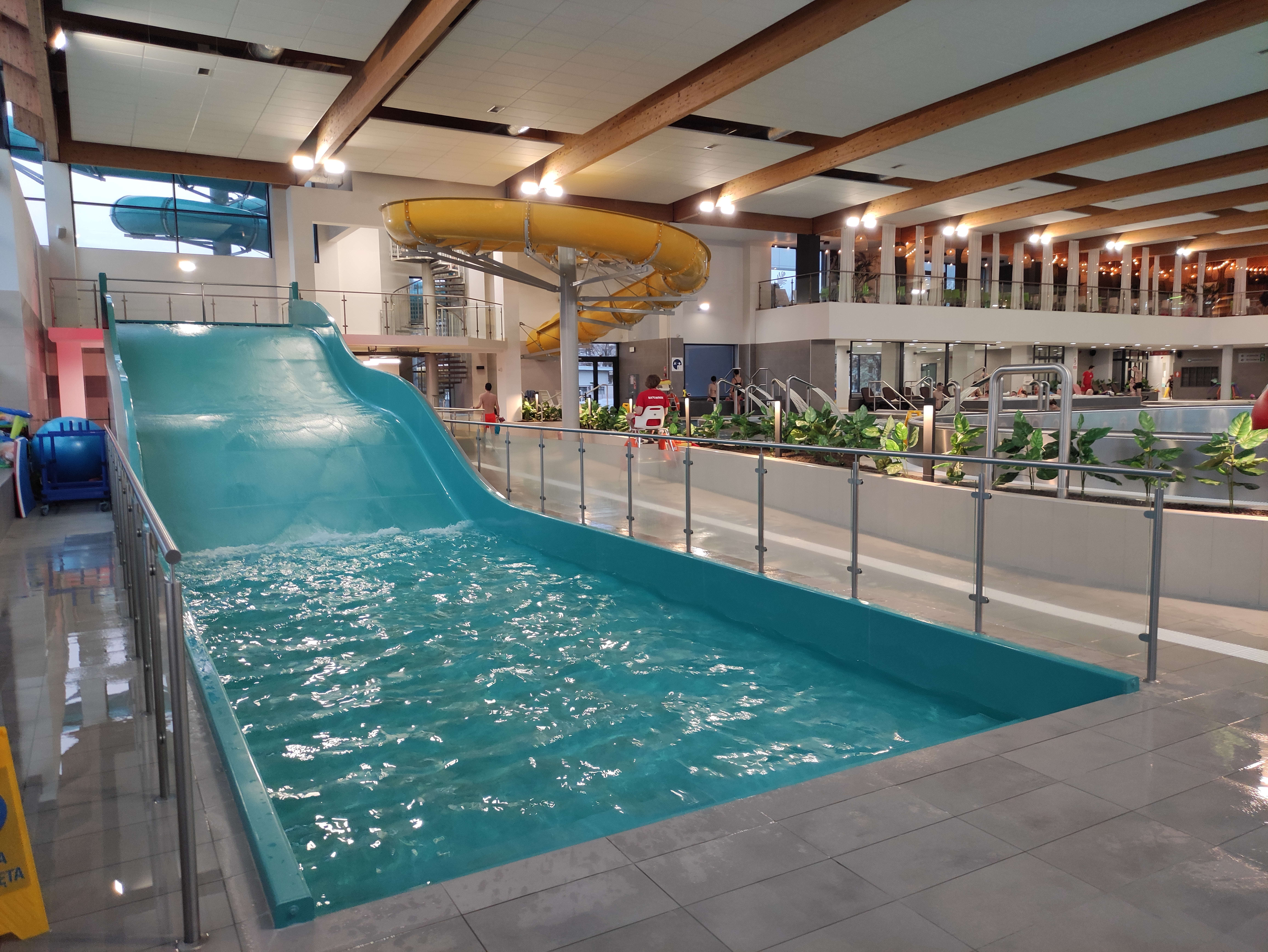
Park Wodny Częstochowa